# Taipé Chinês nos Jogos Olímpicos de Verão de 2008
A República da China, Taiwan ou Formosa (ilha onde está situado o país, cuja capital é Taipei), competiu nos Jogos Olímpicos de Verão de 2008, em Pequim, na República Popular da China.
O país enviou 80 competidores aos Jogos. Desde 1979, Taiwan tem competido nas olimpíadas como Chinese Taipei (Taipé Chinês), não como República da China. Dessa forma, a participação de Taiwan nos Jogos de Pequim não contradiz a Política de Uma China, e não é contestada pela República Popular da China.
De acordo com o Taipei Times, Taiwan solicitou ao Comitê Olímpico Internacional que garantisse que não haveria interferência política e nenhuma discriminação contra os atletas taiwaneses. A China prometeu tratar esses atletas amigavelmente e de acordo com o espírito olímpico.
Como em edições anteriores dos jogos olímpicos de verão, a bandeira da República da China não foi exibida, mas sim a bandeira olímpica de Taipé Chinês. Se um atleta de Taiwan conquistasse uma medalha de ouro, o hino do Comitê Olímpico da China Taipei seria executado na cerimônia de entrega das medalhas, ao invés do hino nacional da República da China. Taiwan conquistou quatro medalhas de bronze no halterofilismo e taekwondo e nenhuma medalha dourada.

## Medalhas
| Atleta        | Esporte        | Evento              | Medalha |
| ------------- | -------------- | ------------------- | ------- |
| Chen Wei-Ling | Halterofilismo | Até 48 kg feminino  | Bronze  |
| Lu Ying-Chi   | Halterofilismo | Até 63 kg feminino  | Bronze  |
| Chu Mu-Yen    | Taekwondo      | Até 58 kg masculino | Bronze  |
| Sung Yu-Chi   | Taekwondo      | Até 68 kg masculino | Bronze  |

## Desempenho

### Atletismo
Masculino
| Atletas      | Evento   | Final    | Final   |
| Atletas      | Evento   | Marca    | Posição |
| ------------ | -------- | -------- | ------- |
| Wu Wen-Chien | Maratona | 2h26m55s | 59º     |

Feminino
| Atletas          | Evento            | Preliminares | Preliminares | Final       | Final       |
| Atletas          | Evento            | Marca        | Posição      | Marca       | Posição     |
| ---------------- | ----------------- | ------------ | ------------ | ----------- | ----------- |
| Chang Ming-Huang | Arremesso de peso | 17,43m       | 40º          | Não avançou | Não avançou |
| Lin Chia-Ying    | Arremesso de peso | 16,32m       | 28º          | Não avançou | Não avançou |

### Badminton
Masculino
| Atleta        | Evento  | Fase de 64                          | Fase de 32                                | Fase de 16                                | Quartas                         | Semifinais             | Final                  | Final       |
| Atleta        | Evento  | Adversário e resultado              | Adversário e resultado                    | Adversário e resultado                    | Adversário e resultado          | Adversário e resultado | Adversário e resultado | Posição     |
| ------------- | ------- | ----------------------------------- | ----------------------------------------- | ----------------------------------------- | ------------------------------- | ---------------------- | ---------------------- | ----------- |
| Hsieh Yu-Hsin | Simples | IRI K. Mehrabi V 2-0 (21-16; 21-12) | VIE T. Nguyen V 2-1 (21-16; 15-21; 21-15) | MAS Wong C-H. V 2-1 (14-21; 21-17; 21-18) | CHN Chen J. D 0-2 (8-21; 14-21) | Não avançou            | Não avançou            | Não avançou |

Feminino
| Atleta                        | Evento  | Fase de 64             | Fase de 32                    | Fase de 16                                    | Quartas                                    | Semifinais             | Final                  | Final       |
| Atleta                        | Evento  | Adversário e resultado | Adversário e resultado        | Adversário e resultado                        | Adversário e resultado                     | Adversário e resultado | Adversário e resultado | Posição     |
| ----------------------------- | ------- | ---------------------- | ----------------------------- | --------------------------------------------- | ------------------------------------------ | ---------------------- | ---------------------- | ----------- |
| Cheng Shao-Chieh              | Simples |                        | CHN Xie X. D 0-2 (1-21; 9-21) | Não avançou                                   | Não avançou                                | Não avançou            | Não avançou            | Não avançou |
| Cheng Wen-Hsing Chien Yu Chin | Duplas  |                        |                               | RSA M. Edwards - C. Botts V 2-0 (21-6; 21-12) | CHN Zhang Y. - Wei Y. D 0-2 (14-21; 18-21) | Não avançou            | Não avançou            | Não avançou |

### Beisebol
Taipé Chinês obteve a terceira colocação no Campeonato Asiático de Beisebol de 2007, o que forçou a equipe a disputar o torneio qualificatório final. Nesse, a equipe novamente alcançou a terceira colocação, o que foi suficiente para a classificação às olimpíadas. O país fez sua terceira aparição no torneio olímpico de beisebol, sendo que a melhor participação foi a medalha de prata conquistada na estréia do esporte em olimpíadas, em 1992.
Masculino
| Equipe | Equipe | Primeira fase | Primeira fase | Semifinal              | Final                  | Pos. |
| Equipe | Equipe | Adversário e resultado | Pos.          | Adversário e resultado | Adversário e resultado | Pos. |
| --- | --- | --- | ------------- | ---------------------- | ---------------------- | ---- |
| Tsao Chin-Hui Yang Chien-Fu Chen Wei-Yin Chang Chih-Chia Pan Wei-Lun Ni Fu-Te Hsu Wen-Hsiung Lo Chia-Jen Cheng Kai-Wen Lee Cheng-Chang Yeh Chun-Chang Kao Chih-Kang | Chen Feng-Min Chiang Chih-Hsien Peng Cheng-Min Lin Chih-Sheng Kuo Yen-Wen Shih Chih-Wei Chang Tai-Shan Lo Kuo-Hui Lin Che-Hsuan Chen Chin-Feng Pan Wu-Hsiung Chang Chien-Ming | NED Países Baixos V 5-0 JPN Japão D 4-9 CHN China D 7-8 CUB Cuba D 0-1 KOR Coreia do Sul D 8-9 USA Estados Unidos D 2-4 CAN Canadá V 6-5 | 5º            | Não avançou            | Não avançou            | 5º   |

### Ciclismo de pista
Masculino
| Atleta        | Evento             | Pontos/Voltas | Posição |
| ------------- | ------------------ | ------------- | ------- |
| Feng Chun-Kai | Corrida por pontos | -20/DNF       | 23º     |

### Halterofilismo
Masculino
| Atleta            | Evento | Arranque (kg) | Arremesso (kg) | Total (kg) | Posição |
| ----------------- | ------ | ------------- | -------------- | ---------- | ------- |
| Wang Shin-Yuan    | -56kg  | 115,0         | 150,0          | 265,0      | 7º      |
| Yang Chin-Yi      | -56kg  | 128,0         | 157,0          | 285,0      | 4º      |
| Yang Sheng-Hsiung | -62kg  | 130,0         | 157,0          | 284,0      | 9º      |

Feminino
| Atleta        | Evento | Arranque (kg) | Arremesso (kg) | Total (kg) | Posição           |
| ------------- | ------ | ------------- | -------------- | ---------- | ----------------- |
| Chen Wei-Ling | -48kg  | 84,0          | 112,0          | 196,0      | Medalha de bronze |
| Lu Ying-Chi   | -63kg  | 104,0         | 127,0          | 231,0      | Medalha de bronze |

### Judô
Feminino
| Atleta         | Evento | Preliminares           | Fase de 32                | Fase de 16                  | Quartas                     | Semifinais             | Repescagem             | Repescagem               | Repescagem             | Final                  | Final       |
| Atleta         | Evento | Preliminares           | Fase de 32                | Fase de 16                  | Quartas                     | Semifinais             | 1ª fase                | Quartas                  | Semifinais             | Final                  | Final       |
| Atleta         | Evento | Adversário e resultado | Adversário e resultado    | Adversário e resultado      | Adversário e resultado      | Adversário e resultado | Adversário e resultado | Adversário e resultado   | Adversário e resultado | Adversário e resultado | Pos.        |
| -------------- | ------ | ---------------------- | ------------------------- | --------------------------- | --------------------------- | ---------------------- | ---------------------- | ------------------------ | ---------------------- | ---------------------- | ----------- |
| Shih Pei-Chun  | -52 kg |                        |                           | KAZ S. Kaliyeva D 0020-0021 | Não avançou                 | Não avançou            | Não avançou            | Não avançou              | Não avançou            | Não avançou            | Não avançou |
| Wang Chin-Fang | -63 kg |                        | FIN J. Ylinen V 1011-0000 | NEP D. Thapa V 1000-0000    | CUB D. González D 0000-0010 |                        |                        | AUT C. Heill D 0010-1010 | Não avançou            | Não avançou            | Não avançou |

### Natação
Masculino
| Atleta(s)     | Evento          | Eliminatórias | Eliminatórias | Semifinal   | Semifinal   | Final       | Final       |
| Atleta(s)     | Evento          | Tempo         | Posição       | Tempo       | Posição     | Tempo       | Posição     |
| ------------- | --------------- | ------------- | ------------- | ----------- | ----------- | ----------- | ----------- |
| Wang Wei-Wen  | 200 m peito     | 2m17s20       | 49º           | Não avançou | Não avançou | Não avançou | Não avançou |
| Hsu Chi-Chieh | 200 m borboleta | 1m56s59       | 16º           | 1m57s48     | 16º         | Não avançou | Não avançou |

Feminino
| Atleta(s)      | Evento          | Eliminatórias | Eliminatórias | Semifinal   | Semifinal   | Final       | Final       |
| Atleta(s)      | Evento          | Tempo         | Posição       | Tempo       | Posição     | Tempo       | Posição     |
| -------------- | --------------- | ------------- | ------------- | ----------- | ----------- | ----------- | ----------- |
| Nieh Pin-Chieh | 100 m livre     | 57s28         | 43º           | Não avançou | Não avançou | Não avançou | Não avançou |
| Yang Chin-Kuei | 200 m livre     | 2m02s84       | 37º           | Não avançou | Não avançou | Não avançou | Não avançou |
| Yang Chin-Kuei | 400 m livre     | 4m24s78       | 40º           |             |             | Não avançou | Não avançou |
| Yang Chin-Kuei | 100 m borboleta | 1m01s60       | 43º           | Não avançou | Não avançou | Não avançou | Não avançou |
| Yang Chin-Kuei | 200 m borboleta | 2m13s26       | 29º           | Não avançou | Não avançou | Não avançou | Não avançou |
| Lin Man-Hsu    | 200 m medley    | 2m23s29       | 36º           | Não avançou | Não avançou | Não avançou | Não avançou |

### Remo
Masculino
| Equipe        | Evento        | Eliminatórias | Eliminatórias | Repescagem | Repescagem | Quartas | Quartas  | Semifinal | Semifinal | Final   | Final                |
| Equipe        | Evento        | Tempo         | Posição       | Tempo      | Posição    | Tempo   | Posição  | Tempo     | Posição   | Tempo   | Posição (Pos. final) |
| ------------- | ------------- | ------------- | ------------- | ---------- | ---------- | ------- | -------- | --------- | --------- | ------- | -------------------- |
| Wang Ming-Hui | Skiff simples | 7m46s83       | 4º Q          |            |            | 7m17s08 | 5º S C/D | 7m23s75   | 5º FD     | 7m16s28 | 5º (23º)             |

### Softbol
Feminino
Taipé Chinês classificou-se entre as oito equipes que participaram do torneio olímpico de softbol por ter vencido o torneio qualificatório olímpico da Ásia e Oceania em fevereiro de 2007.
| Equipe | Primeira fase | Primeira fase | Semifinal              | Final                  | Pos. |
| Equipe | Adversário e resultado | Pos.          | Adversário e resultado | Adversário e resultado | Pos. |
| --- | --- | ------------- | ---------------------- | ---------------------- | ---- |
| Chen Miao-Yi Chiang Hui-Chuan Chueh Ming-Hui Hsu Hsiu-Ling Huang Hui-Wen Lai Meng-Ting Lai Sheng-Jung Li Chiu-Ching Lin Su-Hua Lo Hsiao-Ting Lu Hsueh-Mei Hui Pan-Tzu Tung Yun-Chi Wen Li-Hsiu Wu Chia-Yen | CAN Canadá D 1-6 JPN Japão D 1-2 VEN Venezuela V 3-0 AUS Austrália D 1-3 USA Estados Unidos D 0-7 CHN China V 2-1 NED Países Baixos D 2-4 | 5º            | Não avançou            | Não avançou            | 5º   |

### Taekwondo
Masculino
| Atleta      | Evento | Preliminares           | Quartas                | Semifinais             | Repescagem             | Final                                      | Posição           |
| Atleta      | Evento | Adversário e resultado | Adversário e resultado | Adversário e resultado | Adversário e resultado | Adversário e resultado                     | Posição           |
| ----------- | ------ | ---------------------- | ---------------------- | ---------------------- | ---------------------- | ------------------------------------------ | ----------------- |
| Chu Mu-Yen  | -58kg  | KEN D. Wamwiri V 7-0   | DOM G. Mercedes D 2-3  |                        | POR P. Póvoa V 1-(-1)  | Disputa pelo bronze: THA C. Khawlaor V 4-2 | Medalha de bronze |
| Sung Yu-Chi | -68kg  | NZL L. Campbell V 4-0  | UZB D. Kim V 3-2       | KOR Son T-J. V 7-6     |                        | Disputa pelo bronze: GER D. Manz V 4-3     | Medalha de bronze |

Feminino
| Atleta        | Evento | Preliminares           | Quartas                 | Semifinais             | Repescagem             | Final                                     | Posição     |
| Atleta        | Evento | Adversário e resultado | Adversário e resultado  | Adversário e resultado | Adversário e resultado | Adversário e resultado                    | Posição     |
| ------------- | ------ | ---------------------- | ----------------------- | ---------------------- | ---------------------- | ----------------------------------------- | ----------- |
| Yang Shu-Chun | -49kg  | COL G. Mora V 0-(-1)   | IRI S. Khoshjamal V 2-0 | CHN Wu J. D 1-4        |                        | Disputa pelo bronze: CUB D. Montejo D 2-3 | 5º          |
| Su Li-Wen     | -57kg  | KOR Lim S-J. D 0-1     | Não avançou             | Não avançou            | Não avançou            | Não avançou                               | Não avançou |

### Tênis
Masculino
| Atleta      | Evento  | Fase de 64               | Fase de 32                | Fase de 16               | Quartas                | Semifinais             | Final                  | Final       |
| Atleta      | Evento  | Adversário e resultado   | Adversário e resultado    | Adversário e resultado   | Adversário e resultado | Adversário e resultado | Adversário e resultado | Posição     |
| ----------- | ------- | ------------------------ | ------------------------- | ------------------------ | ---------------------- | ---------------------- | ---------------------- | ----------- |
| Lu Yen-Hsun | Simples | GBR A. Murray V 7-6, 6-4 | ARG A. Calleri V 6-4, 6-4 | AUT J. Melzer D 2-6, 4-6 | Não avançou            | Não avançou            | Não avançou            | Não avançou |

Feminino
| Atleta                         | Evento  | Fase de 64                  | Fase de 32                                 | Fase de 16                                     | Quartas                | Semifinais             | Final                  | Final       |
| Atleta                         | Evento  | Adversário e resultado      | Adversário e resultado                     | Adversário e resultado                         | Adversário e resultado | Adversário e resultado | Adversário e resultado | Posição     |
| ------------------------------ | ------- | --------------------------- | ------------------------------------------ | ---------------------------------------------- | ---------------------- | ---------------------- | ---------------------- | ----------- |
| Chan Yung-Jan                  | Simples | POL A. Radwańska D 1-6, 6-7 | Não avançou                                | Não avançou                                    | Não avançou            | Não avançou            | Não avançou            | Não avançou |
| Chan Yung-Jan Chuang Chia-Jung | Duplas  |                             | FRA A. Cornet - V. Razzano V 7-6, 6-7, 7-5 | ITA F. Pennetta - F. Schiavone D 6-7, 6-1, 6-8 | Não avançou            | Não avançou            | Não avançou            | Não avançou |

### Tênis de mesa
O país qualificou dois homens e duas mulheres para as competições individuais, além da competição por equipes masculinas.
Masculino
| Atleta(s)        | Evento     | Preliminar             | 1ª etapa               | 2ª etapa                                                 | 3ª etapa                                                       | 4ª etapa               | Quartas                | Semifinais             | Final                  |
| Atleta(s)        | Evento     | Adversário e resultado | Adversário e resultado | Adversário e resultado                                   | Adversário e resultado                                         | Adversário e resultado | Adversário e resultado | Adversário e resultado | Adversário e resultado |
| ---------------- | ---------- | ---------------------- | ---------------------- | -------------------------------------------------------- | -------------------------------------------------------------- | ---------------------- | ---------------------- | ---------------------- | ---------------------- |
| Chiang Peng-Lung | Individual |                        |                        | PRK Kim H-B. D 2-4 (7-11, 11-8, 8-11, 11-7, 4-11, 10-12) | Não avançou                                                    | Não avançou            | Não avançou            | Não avançou            | Não avançou            |
| Chuan Chih-Yuan  | Individual |                        |                        |                                                          | SIN Yang Z. D 3-4 (12-14, 11-7, 8-11, 11-7, 11-5, 7-11, 10-12) | Não avançou            | Não avançou            | Não avançou            | Não avançou            |

| Atletas                                        | Evento  | Fase de grupos          | Fase de grupos | Semifinal              | Repescagem 1ª rodada   | Repescagem 2ª rodada   | Final                  | Pos.        |
| Atletas                                        | Evento  | Adversário e resultado  | Pos.           | Adversário e resultado | Adversário e resultado | Adversário e resultado | Adversário e resultado | Pos.        |
| ---------------------------------------------- | ------- | ----------------------- | -------------- | ---------------------- | ---------------------- | ---------------------- | ---------------------- | ----------- |
| Chuan Chih-Yuan Chang Yen-Shu Chiang Peng-Lung | Equipes | BRA Brasil V 3-1        | 2º (Grupo C)   |                        | HKG Hong Kong D 0-3    | Não avançou            | Não avançou            | Não avançou |
| Chuan Chih-Yuan Chang Yen-Shu Chiang Peng-Lung | Equipes | SWE Suécia V 3-2        | 2º (Grupo C)   |                        | HKG Hong Kong D 0-3    | Não avançou            | Não avançou            | Não avançou |
| Chuan Chih-Yuan Chang Yen-Shu Chiang Peng-Lung | Equipes | KOR Coreia do Sul D 1-3 | 2º (Grupo C)   |                        | HKG Hong Kong D 0-3    | Não avançou            | Não avançou            | Não avançou |

Feminino
| Atleta(s)   | Evento     | Preliminar                                       | 1ª etapa                                           | 2ª etapa                                        | 3ª etapa               | 4ª etapa               | Quartas                | Semifinais             | Final                  |
| Atleta(s)   | Evento     | Adversário e resultado                           | Adversário e resultado                             | Adversário e resultado                          | Adversário e resultado | Adversário e resultado | Adversário e resultado | Adversário e resultado | Adversário e resultado |
| ----------- | ---------- | ------------------------------------------------ | -------------------------------------------------- | ----------------------------------------------- | ---------------------- | ---------------------- | ---------------------- | ---------------------- | ---------------------- |
| Huang I-Hwa | Individual |                                                  | CRO A. Bakula V 4-1 (11-9, 11-6, 11-7, 9-11, 11-9) | LUX Ni X. D 1-4 (6-11, 11-5, 4-11, 11-13, 7-11) | Não avançou            | Não avançou            | Não avançou            | Não avançou            | Não avançou            |
| Pan Li-Chun | Individual | EGY S. Abdul-Aziz V 4-0 (11-4, 11-4, 11-2, 11-1) | TUR M. Hu D 1-4 (11-9, 9-11, 4-11, 8-11, 6-11)     | Não avançou                                     | Não avançou            | Não avançou            | Não avançou            | Não avançou            | Não avançou            |

### Tiro
Feminino
| Atleta        | Evento             | Qualificação | Qualificação | Final       | Final       | Posição |
| Atleta        | Evento             | Placar       | Posição      | Placar      | Total       | Posição |
| ------------- | ------------------ | ------------ | ------------ | ----------- | ----------- | ------- |
| Huang Yi-Ling | Pistola de ar 10 m | 379          | 22º          | Não avançou | Não avançou | 22º     |
| Huang Yi-Ling | Pistola livre 25 m | 563          | 39º          | Não avançou | Não avançou | 39º     |

### Tiro com arco
No World Outdoor Target Championships de 2007, a equipe masculina do Taipé Chinês obteve a quarta colocação e a feminina, a quinta. Tais resultados permitiram ao país qualificar uma equipe completa de três homens e três mulheres para as olimpíadas.
Masculino
| Atleta                                      | Evento     | Fase de Ranking | Fase de Ranking | Fase de 64               | Fase de 32                   | Oitavas                      | Quartas                | Semifinais             | Final                  | Final       |
| Atleta                                      | Evento     | Placar          | Chave           | Adversário e resultado   | Adversário e resultado       | Adversário e resultado       | Adversário e resultado | Adversário e resultado | Adversário e resultado | Posição     |
| ------------------------------------------- | ---------- | --------------- | --------------- | ------------------------ | ---------------------------- | ---------------------------- | ---------------------- | ---------------------- | ---------------------- | ----------- |
| Chen Szu-Yuan                               | Individual | 654             | 38º             | MAS M. Marbawi V 107-106 | RUS B. Tsyrempilov D 101-109 | Não avançou                  | Não avançou            | Não avançou            | Não avançou            | Não avançou |
| Kuo Cheng Wei                               | Individual | 659             | 29º             | PHI M. Javier V 106-102  | KOR Park K-M. D 110-111      | Não avançou                  | Não avançou            | Não avançou            | Não avançou            | Não avançou |
| Wang Cheng Pang                             | Individual | 667             | 11º             | BHU T. Peljor V 110-100  | JPN R. Moriya D 109-114      | Não avançou                  | Não avançou            | Não avançou            | Não avançou            | Não avançou |
| Chen Szu-Yuan Kuo Cheng Wei Wang Cheng Pang | Equipes    | 1980            | 7º              |                          |                              | USA Estados Unidos V 222-218 | UKR Ucrânia D 211-214  | Não avançou            | Não avançou            | Não avançou |

Feminino
| Atleta                              | Evento     | Fase de Ranking | Fase de Ranking | Fase de 64                 | Fase de 32             | Oitavas                | Quartas                | Semifinais             | Final                  | Final       |
| Atleta                              | Evento     | Placar          | Chave           | Adversário e resultado     | Adversário e resultado | Adversário e resultado | Adversário e resultado | Adversário e resultado | Adversário e resultado | Posição     |
| ----------------------------------- | ---------- | --------------- | --------------- | -------------------------- | ---------------------- | ---------------------- | ---------------------- | ---------------------- | ---------------------- | ----------- |
| Wei Pi-Hsiu                         | Individual | 585             | 58º             | GBR A. Williamson D 99-108 | Não avançou            | Não avançou            | Não avançou            | Não avançou            | Não avançou            | Não avançou |
| Wu Hui Ju                           | Individual | 634             | 29º             | VEN L. Brito D 98-104      | Não avançou            | Não avançou            | Não avançou            | Não avançou            | Não avançou            | Não avançou |
| Yuan Shu Chi                        | Individual | 652             | 6º              | AUS L. Feeney V 104-101    | CHN Zhang J. D 105-110 | Não avançou            | Não avançou            | Não avançou            | Não avançou            | Não avançou |
| Yuan Shu Chi Wu Hui Ju Yuan Shu Chi | Equipes    | 1871            | 8º              |                            |                        | ITA Itália D 211-215   | Não avançou            | Não avançou            | Não avançou            | Não avançou |

### Vela
Masculino
| Atleta    | Evento | Regata | Regata | Regata | Regata | Regata | Regata | Regata | Regata | Regata | Regata | Regata  | Pontos | Posição |
| Atleta    | Evento | 1      | 2      | 3      | 4      | 5      | 6      | 7      | 8      | 9      | 10     | M       | Pontos | Posição |
| --------- | ------ | ------ | ------ | ------ | ------ | ------ | ------ | ------ | ------ | ------ | ------ | ------- | ------ | ------- |
| Chang Hao | RS:X   | 31     | 29     | 31     | 28     | 28     | 20     | 34     | DNF    | 24     | 35     | Não av. | 260    | 31º     |

Legenda
| Recorde mundial      | Recorde mundial (World record)               |                       | Recorde africano                      | Recorde africano (African) |                                           | Q | Classificado por posição (Qualified) |
| Recorde olímpico     | Recorde olímpico (Olympic record)            | Recorde da América    | Recorde da América (Americas)         | q                          | Classificado por melhor tempo (Qualified) |   |                                      |
| Melhor marca do ano  | Melhor marca do ano (World leading)          | Recorde asiático      | Recorde asiático (Asian)              | DNS                        | Não largou (Did not start)                |   |                                      |
| Recorde nacional     | Recorde nacional (National record)           | Recorde europeu       | Recorde europeu (European)            | DNF                        | Não terminou (Did not finish)             |   |                                      |
| Recorde pessoal      | Recorde pessoal do atleta (Personal best)    | Recorde da Oceania    | Recorde da Oceania (Oceania)          | DSQ / DQ                   | Desclassificado (Disqualified)            |   |                                      |
| Recorde da temporada | Recorde da temporada do atleta (Season best) | Recorde sul-americano | Recorde sul-americano (South America) | NM                         | Sem marca (No mark)                       |   |                                      |

### Remo
| S | Classificado(a) para as semifinais |    |                        | FA | Final A (disputa de medalhas) |  |  | FD | Final D (sem medalhas) |
| Q | Classificado(a) para as quartas    | FB | Final B (sem medalhas) | FE | Final E (sem medalhas)        |  |  |    |                        |
| R | Classificado(a) para a repescagem  | FC | Final C (sem medalhas) | FF | Final F (sem medalhas)        |  |  |    |                        |

### Vela
| M   | Regata da Medalha da qual só participam os dez primeiros colocados das regatas anteriores  |  |  | CAN | Regata cancelada |
| BFD | Desclassificado por bandeira preta (Black Flag Disqualified)                               |  |  |     |                  |
| UFD | Desclassificado por bandeira "U" (U Flag Disqualified)                                     |  |  |     |                  |
| OCS | Largada queimada (On the Course Side of the starting line)                                 |  |  |     |                  |
| DNE | Desclassificação sem eliminação (infração a um item do regulamento da prova – Did Not End) |  |  |     |                  |